# Dzyga d'or
Le Prix de l'Académie du cinéma ukrainien connu sous le nom de Dzyga d'or (en ukrainien : «Золота дзиґа») est le Prix national du cinéma d'Ukraine, décerné pour des réalisations professionnelles dans le développement du cinéma ukrainien. Le prix a été créé en 2017 par l'Académie cinématographique ukrainienne (Українська кіноакадемія). La première cérémonie a eu lieu le 20 avril 2017 à Kiev au Fairmont Grand Hotel.

## Sélection de films et lauréats
La sélection des films nommés pour le premier prix s'est déroulée du 20 février au 20 mars 2017. Les films projetés en 2016 étaient éligibles au concours et devaient être projetés entre le 1er janvier et le 31 décembre 2016.
La liste complète des films (qui était une longue liste) qui ont concouru pour le premier prix comprenait 54 films: 12 d'entre eux des longs métrages, 15 courts métrages, 19 documentaires et 8 films d'animation. Au total, 76 films ont été soumis. Les candidats ont été identifiés grâce à des visionnages non commerciaux et des copies en ligne des films.
Le 3 avril 2017, le Film Academy Board a publié une courte liste de 17 nommés pour le premier National Film Award. Les gagnants sont choisis par tous les membres de l'académie au moyen d'un vote en trois étapes.

## Catégories
Les catégories suivantes déterminent les gagnants du prix du film :
- Meilleur film : palmarès (uk)
- Meilleur réalisateur (Prix Yuri Ilinko) : palmarès (uk)
- Meilleur acteur : palmarès (uk)
- Meilleure actrice : palmarès (uk)
- Meilleur acteur dans un second rôle
- Meilleure actrice dans un second rôle
- Meilleur photographe
- Meilleur artiste de production
- Meilleur scénariste
- Meilleur compositeur
- Meilleur documentaire
- Meilleur film d'animation
- Meilleur long métrage
- Meilleur maquilleur (depuis 2018)
- Meilleur artiste costumier (2018)
- Meilleur ingénieur du son (depuis 2018) : palmarès (uk)
- Meilleur montage (depuis 2019) [3]
- Meilleure chanson (à partir de 2019)
- Prix favori du public (à partir de 2018) [4],[5],[6]
- Prix pour contribution au développement du cinéma ukrainien : palmarès (uk)

## Symbole
Le symbole principal du National Film Award est la figurine "Dzyga d'or" qui symbolise le développement rapide et continu du cinéma ukrainien. En outre, le nom du prix rappelle l'héritage créatif de l'éminent cinéaste Dziga Vertov. La créatrice de la sculpture est Olga Zakharova, responsable marketing stratégique du groupe de médias "Ukraine" (Медіа Група Україна).

### Conception
Le design de la figurine a été développé par l'artiste ukrainien Nazar Bilik, qui l'a décrit comme « un symbole de développement et de rénovation du cinéma national ». 

## Cérémonies
| Cérémonie | Date           | Lieu                                                 | Animateur / s                    | Meilleur film                              |
| --------- | -------------- | ---------------------------------------------------- | -------------------------------- | ------------------------------------------ |
| 1         | 20 avril 2017  | Kiev, Fairmont Grand Hotel                           | Oleksandr Skichko                | "Le Nid de la tourterelle"                 |
| 2         | 20 avril 2018  | Kiev, Centre des congrès et des expositions Parkovki | Ahtam Sateblaev Vasilisa Prolova | " Cyborgs "                                |
| 3         | 19 avril 2019  | Kiev, Centre des congrès et des expositions Parkovki | Daria Targovova et Oleg Panyuta  | "Donbass"                                  |
| 4         | 3 mai 2020     |                                                      |                                  | "Mes pensées sont calmes" d'Antonio Lukich |
| 5         | septembre 2023 |                                                      |                                  | Le Serment de Pamfir                       |